# Samuel Anderson (Politiker)
Samuel Anderson (* 1773 in Middletown, Provinz Pennsylvania; † 17. Januar 1850 in Chester, Pennsylvania) war ein US-amerikanischer Politiker. Zwischen 1827 und 1829 vertrat er den Bundesstaat Pennsylvania im US-Repräsentantenhaus.

## Werdegang
Samuel Anderson besuchte die öffentlichen Schulen seiner Heimat. Nach einem anschließenden Medizinstudium und seiner 1796 erfolgten Zulassung als Arzt begann er in diesem Beruf zu arbeiten. Zwischen 1799 und 1801 war er als Mediziner Mitglied der US Navy. Danach praktizierte er in Chester. Während des Britisch-Amerikanischen Krieges stellte er eine Freiwilligeneinheit auf, die unter dem Namen Mifflin Guards bekannt wurde. Im Jahr 1814 wurde er zum Hauptmann befördert. Später wurde er Mitglied der Staatsmiliz von Pennsylvania, in der es bis 1821 bis zum Oberstleutnant brachte. Zwischen 1815 und 1818 sowie nochmals von 1823 bis 1825 saß Anderson als Abgeordneter im Repräsentantenhaus von Pennsylvania. Zwischen 1819 und 1823 war er Sheriff im Delaware County. Im Jahr 1823 wollte er wieder in die US Navy eintreten, doch aus gesundheitlichen Gründen musste er diese Absicht bald wieder aufgeben. In den 1820er Jahren schloss er sich der Bewegung gegen den späteren US-Präsidenten Andrew Jackson an und wurde Mitglied der kurzlebigen National Republican Party.
Bei den Kongresswahlen des Jahres 1826 wurde Anderson im vierten Wahlbezirk von Pennsylvania in das US-Repräsentantenhaus in Washington, D.C. gewählt, wo er am 4. März 1827 die Nachfolge von Samuel Edwards antrat. Bis zum 3. März 1829 konnte er eine Legislaturperiode im Kongress absolvieren. Diese war von den Diskussionen zwischen Anhängern und Gegnern von Andrew Jackson geprägt. Von 1829 bis 1835 war Anderson erneut Abgeordneter im Staatsparlament von Pennsylvania. Im Jahr 1833 war er dessen Präsident. Ab 1841 war er bei der Zollbehörde als Inspector of customs angestellt. 1846 wurde er zum Friedensrichter in seiner Heimat gewählt. Er starb am 17. Januar 1850 in Chester.